# Taboo (Koda Kumi)
Taboo è il 41º singolo di Koda Kumi, pubblicato l'8 ottobre 2008. Contiene la canzone Taboo, il b-side Always, un remix di Taboo e la versione strumentale di entrambe le canzoni. È stata messa in commercio anche un'edizione "Playroom" del singolo, la quale è stata pubblicata con una copertina alternativa. Taboo divenne il 5° singolo di Koda Kumi in prima posizione dopo aver raggiunto l'apice nella Oricon Weekly Chart.

## Tracce

### CD
1. Taboo - 3:55 - (Kumi Koda, HIRO - HIRO [Digz, inc.])
2. Always - 4:31 - (Kumi Koda - Daisuke "D.I" Imai)
3. Taboo (HOUSE NATION Sunset in Ibiza Remix) - 5:44 - (Kumi Koda, HIRO - Sunset In Ibiza [Sii])
4. Taboo (Instrumental) - 3:55
5. Always (Instrumental) - 4:26

### CD (Playroom Version)
1. Taboo - 3:55 - (Kumi Koda, HIRO - HIRO [Digz, inc.])
2. Taboo (Instrumental) - 3:55

### DVD
1. Taboo (Music Video)
2. Taboo (Music Video Another Version)
3. Taboo Photo Slide Show

## Video
Il video di Taboo è ambientato in una sala da pranzo all'interno di un buio Nightclub, dove si sta svolgendo una festa. Kumi entra con il suo fidanzato e si presenta ai loro amici. Il video di Taboo esprime il tema dell'omosessualità, come già visto in alcuni video precedenti.